# Saaldorf-Surheim
Saaldorf-Surheim ist eine Gemeinde im oberbayerischen Landkreis Berchtesgadener Land. Sie liegt nördlich von Freilassing und grenzt mit der östlichen Seite an Österreich. Hauptorte der Gemeinde sind Saaldorf und Surheim, das an der Sur liegt. Sitz der Gemeindeverwaltung ist Saaldorf.

## Geographie

### Lage
Das Gemeindegebiet gehört zum Rupertiwinkel im Hügelland der Salzach und grenzt an folgende Gemeinden: Freilassing und Ainring im Süden, Teisendorf und Petting im Westen sowie Laufen im Norden. Durch Surheim fließt der Fluss Sur. Hier verläuft die Straße der Residenzen. Die östliche Gemeindegrenze bildet die Salzach, die zugleich die Grenze zu Österreich ist. Im Gemeindeteil Abtsdorf befindet sich das Naturschutzgebiet Abtsdorfer See am gleichnamigen See, zu dem auch das Feuchtgebiet Haarmoos, das ein Moor ist, gehört.

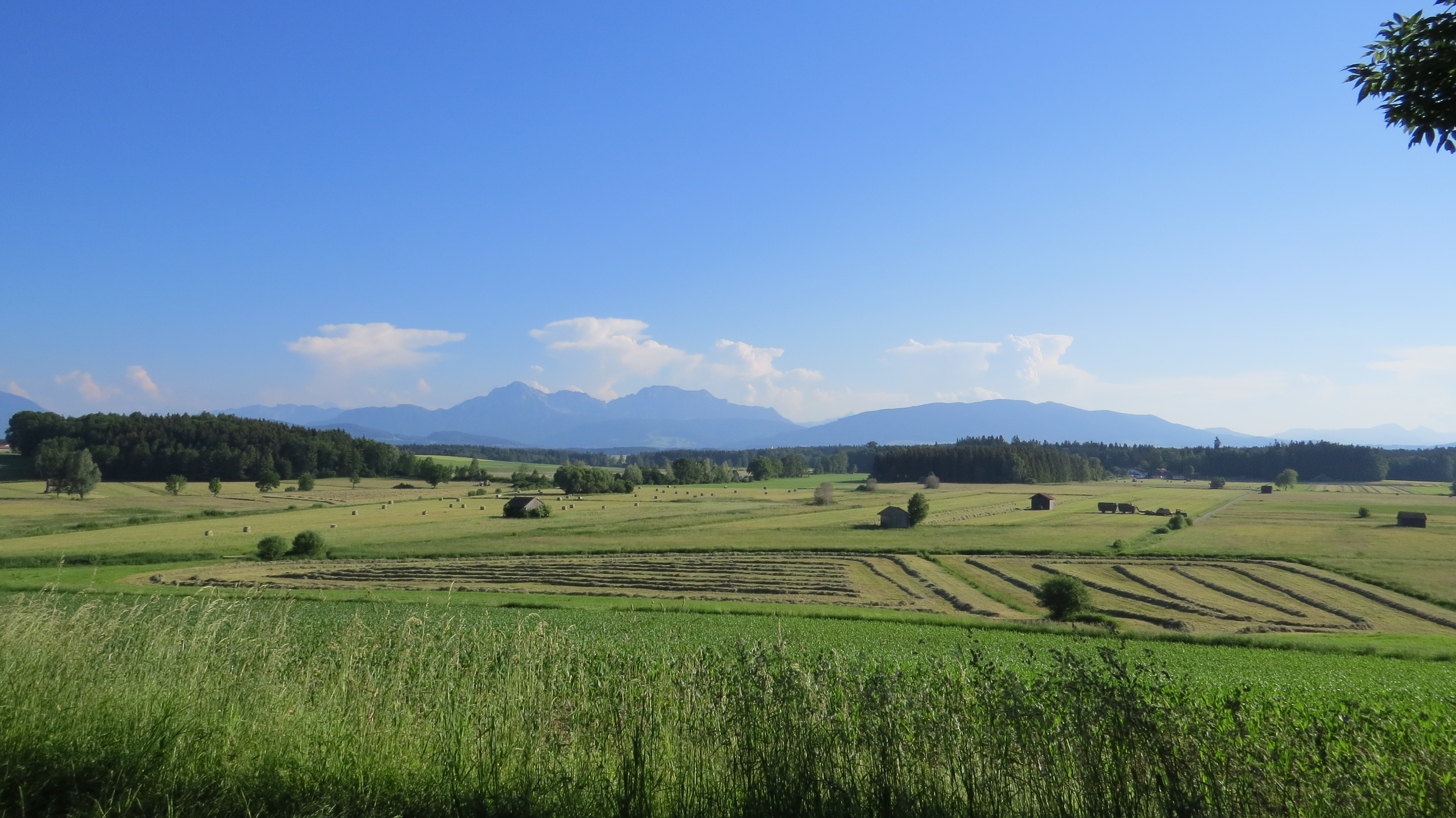
Haarmoos in der Gde. Saaldorf-Surheim

### Gliederung
Es gibt 55 Gemeindeteile:
- Abtsdorf
- Aich
- Am Bahnhof
- Au
- Berchtolding
- Berg
- Breitenloh
- Brünnthal
- Döderholzen
- Gausburg
- Geigl
- Gerspoint
- Großgerstetten
- Haarmoos
- Haasmühl
- Haberland
- Hausen
- Himmelreich
- Holzhausen
- Isselau
- Kemating
- Kleingerstetten
- Kling
- Langwied
- Leustetten
- Loh
- Maulfurth
- Moosen
- Mooswastl
- Muckham
- Neu-Haberland
- Neukling
- Neusillersdorf
- Oberholzen
- Obersurheim
- Öd
- Pendelhagen
- Pirach
- Ragging
- Reit
- Saaldorf
- Schign
- Schmidbauer
- Schrankbaum
- Seebichl
- Seethal
- Sillersdorf
- Spitz
- Spitzer
- Steinbrünning
- Stockach
- Stützing
- Surheim
- Wiederlohen
- Wimpasing

## Geschichte
Urkundlich erstmals erwähnt wurden Saaldorf und Surheim im Jahre 788 in der Notitia Arnonis. Saaldorf war lange Zeit Sitz einer Obmannschaft des Erzstifts Salzburg und fiel bei der Säkularisation 1803 mit Surheim an das Fürstentum Salzburg des Erzherzogs Ferdinand von Toskana. 1805 kam das Gebiet im Frieden von Pressburg zu Österreich, welches es 1809/10 an Bayern abtreten musste. Auf dem Gemeindegebiet wurde 1818 mit dem bayerischen Gemeindeedikt nach der Abtrennung von Salzburg aus sieben ehemaligen Gerichtsvierteln der Pfleggerichte Oberlebenau und Staufeneck die Gemeinden Saaldorf und Surheim gebildet. Die bis dahin selbstständigen Gemeinden Saaldorf und Surheim wurden am 1. Mai 1978 zu einer neuen Gemeinde mit dem Namen Saaldorf zusammengeschlossen. Seit dem 1. Mai 1994 lautet der Gemeindename Saaldorf-Surheim.

### Einwohnerentwicklung
Zwischen 1988 und 2018 wuchs die Gemeinde von 4201 auf 5525 um 1324 Einwohner bzw. um 31,5 % – der höchste prozentuale Zuwachs im Landkreis im genannten Zeitraum.

## Religionen
Das Gemeindegebiet gehörte jahrhundertelang zur römisch-katholischen Pfarrei Salzburghofen. Erst 1891 wurden Saaldorf und 1957 Surheim eine eigene Pfarrei.

## Politik

### Gemeinderat
Seit der Gemeinderatswahl am 15. März 2020 setzt sich der Gemeinderat  folgendermaßen zusammen:
| Partei / Liste                                      | Sitze |
| Christlich-Soziale Union in Bayern (CSU)            | 6     |
| Sozialdemokratische Partei Deutschlands (SPD)       | 1     |
| Bündnis 90/Die Grünen (Grüne)                       | 3     |
| Freie Überparteiliche Wähler Saaldorf-Surheim (FÜW) | 4     |
| Junge Liste Saaldorf-Surheim (JL)                   | 6     |

Die Wahlbeteiligung betrug 69,1 %.

### Bürgermeister
Andreas Buchwinkler (Junge Liste) ist seit 1. Mai 2020 Erster Bürgermeister; dieser wurde am 15. März 2020 mit 73,76 % der Stimmen gewählt. Sein Vorgänger von Mai 2014 bis April 2020 war Bernhard Kern (CSU), der nicht mehr kandidierte.

### Wappen
|                         | Blasonierung: „Im Wellenschnitt geteilt von Silber und Rot, oben ein blaues Rad, das rechts und links mit einer wachsenden blauen heraldischen Lilie besteckt ist, unten ein waagrechtes silbernes Türband, überdeckt von einer goldenen Ähre.“ |
| Wappenführung seit 1981 | |

Die Fahne zeigt drei Streifen in der Farbenfolge Rot-Weiß-Blau mit dem aufgelegten Wappen.

### Gemeindepartnerschaften
Partnergemeinde von Saaldorf-Surheim ist seit dem 29. September 2007 die Ortschaft Kővágóörs in Ungarn.

## Kultur und Sehenswürdigkeiten

### Kulturelle Traditionen
Eine kulturelle Besonderheit ist der Brauch des Aperschnalzens. Saaldorf ist der Sitz der Schnalzervereinigung Rupertiwinkel, die 1957 hier gegründet wurde. Das Aperschnalzen wird nur im bayerischen Rupertiwinkel und im angrenzenden Salzburger Flachgau ausgeübt.

### Bauwerke

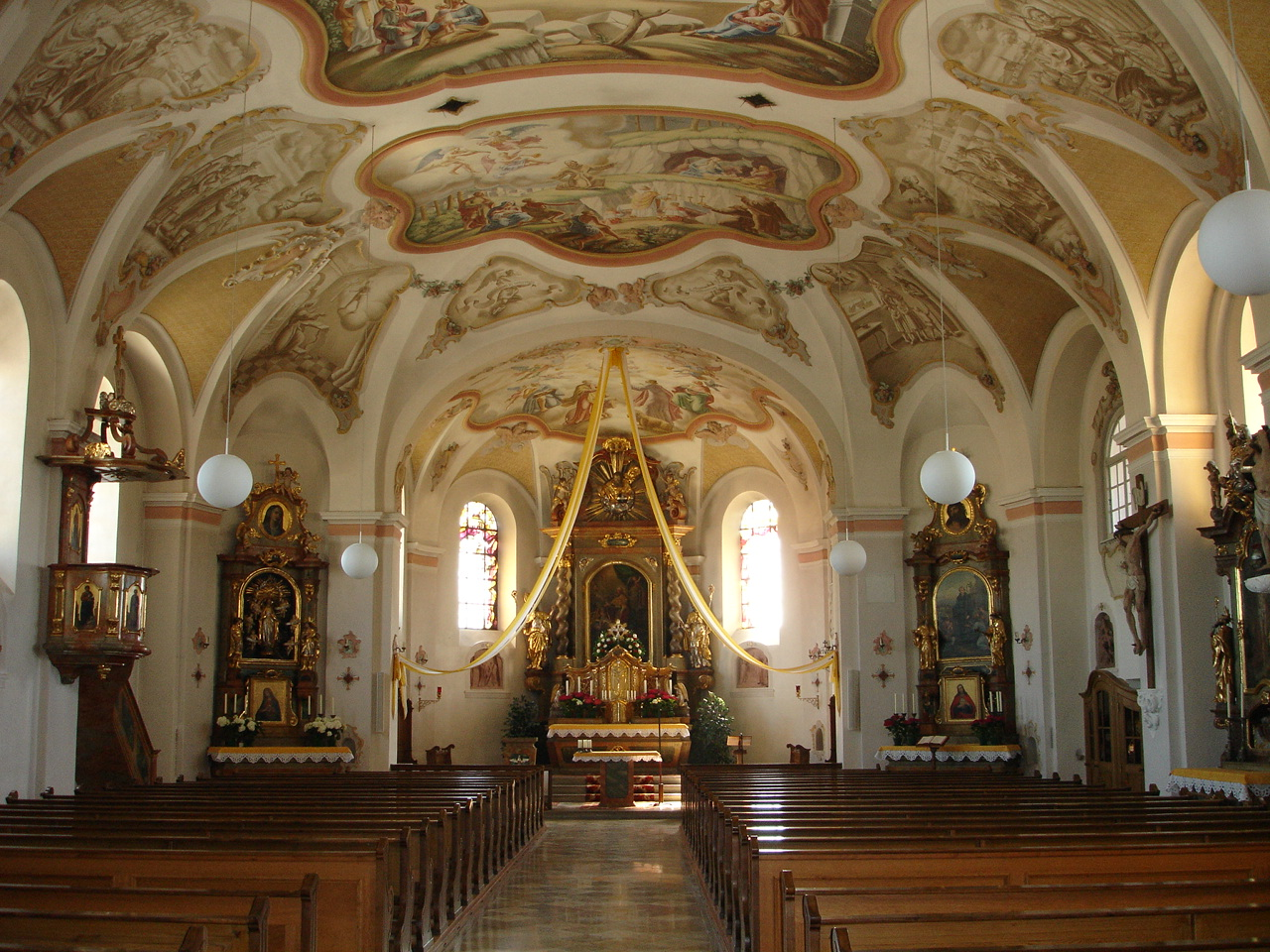
Pfarrkirche St. Martin

- Die Pfarrkirche St. Martin in Saaldorf wurde 1914–1915 im Stil des Neubarock nach Plänen der Münchner Architekten Joseph Elsner senior und/oder Joseph Elsner junior[8] errichtet. Die Altäre aus der Vorgängerkirche wurden neubarock verändert und an die Raumverhältnisse angepasst. Die Innenraumhöhe musste aus Kostengründen entgegen der ursprünglichen Planung um drei Meter reduziert werden.
- Die Pfarrkirche St. Stephanus in Surheim wurde 1914 um ein Joch verlängert und im Stil des Neubarocks umgestaltet.
- 1273 wurde auf einem einstigen Burghügel (Burgstall Steinbrünning) die Kirche St. Johann Baptist erbaut.

## Wirtschaft
Das Importarzneimittel-Unternehmen EurimPharm Arzneimittel hat seinen Sitz in der Gemeinde. Die Porr GmbH & Co KGaA, Tief- und Straßenbau hat in der Gemeinde ihre Deutschland-Gesellschaft angesiedelt.

## Verkehr
Mit Wirkung vom 29. Mai 1994 wurde der Haltepunkt Surheim an der Bahnstrecke Mühldorf–Freilassing aus dem Fahrplan gestrichen. Im Rahmen des zweigleisigen Ausbaus und der Elektrifizierung der Strecke soll in der Gemeinde wieder ein Haltepunkt errichtet werden.

## Söhne und Töchter der Gemeinde
- Anton Streitwieser (1916–1972), SS-Führer und Schutzhaftlagerführer im KZ Mauthausen
- Günter Hager (1943–2017), deutscher Rechtswissenschaftler
- Anton Kern (* 1951), Landtagsabgeordneter a. D. (CSU)
- Lisa Heckl (* 1981),  ist eine deutsche Moderatorin und Reporterin